# Retropinna retropinna
Retropinna retropinna is een  straalvinnige vissensoort uit de familie van Nieuw-Zeelandse snoekforellen of smelten (Retropinnidae). De wetenschappelijke naam van de soort is voor het eerst geldig gepubliceerd in 1848 door Richardson.